# (2827) Vellamo
(2827) Vellamo – planetoida z pasa głównego asteroid okrążająca Słońce w ciągu 3 lat i 186 dni w średniej odległości 2,31 j.a. Została odkryta 11 lutego 1942 roku w obserwatorium w Turku przez Liisi Otermę. Nazwa planetoidy pochodzi od Vellamo, bogini morza w mitologii fińskiej. Przed nadaniem nazwy planetoida nosiła oznaczenie tymczasowe (2827) 1942 CC.